# Olympische Sommerspiele 2000/Teilnehmer (Katar)
| Gelbes Symbol für Goldmedaillen mit stilisierten Olympischen Ringen | Graues Symbol für Silbermedaillen mit stilisierten Olympischen Ringen | Braundes Symbol für Bronzemedaillen mit stilisierten Olympischen Ringen |
| ------------------------------------------------------------------- | --------------------------------------------------------------------- | ----------------------------------------------------------------------- |
| —                                                                   | —                                                                     | 1                                                                       |

Katar nahm an den Olympischen Sommerspielen 2000 in der australischen Metropole Sydney mit 17 männlichen Athleten in fünf Sportarten teil.
Seit 1984 war es die fünfte Teilnahme des asiatischen Staates an Olympischen Sommerspielen.

## Flaggenträger
Der Leichtathlet Ibrahim Ismail Muftah trug die Flagge Katars während der Eröffnungsfeier im Stadium Australia.

## Medaillengewinner
Mit einer gewonnenen Bronzemedaille belegte das Team Katars Platz 71 im Medaillenspiegel.

### Bronze
| Name            | Sportart     | Wettkampf     |
| --------------- | ------------ | ------------- |
| Said Saif Asaad | Gewichtheben | Schwergewicht |

## Teilnehmer nach Sportarten

### Gewichtheben
- Said Saif Asaad
Schwergewicht: Bronze

- Jaber Salem
Superschwergewicht: 4. Platz

### Leichtathletik
- Ibrahim Ismail Muftah
400 Meter: Halbfinale
4 × 400 Meter: Vorläufe

- Salaheddine Bakar al-Safi
400 Meter: Vorläufe
4 × 400 Meter: Vorläufe

- Abdou Ibrahim Youssef
800 Meter: Vorläufe

- Mohamed Suleiman
5000 Meter: 14. Platz

- Ahmed Ibrahim Warsama
5000 Meter: Vorläufe

- Rashid Jamal
Marathon: Rennen nicht beendet

- Khamis Abdullah Seifeddine
3000 Meter Hindernis: 10. Platz

- Mubarak al-Nubi
4 × 400 Meter: Vorläufe

- Ahmed al-Imam
4 × 400 Meter: Vorläufe

- Abdul Rahman al-Nubi
Weitsprung: In der Qualifikation ausgeschieden

- Bilal Saad Mubarak
Kugelstoßen: 34. Platz in der Qualifikation

- Rashid Shafi al-Dosari
Diskuswerfen: 39. Platz in der Qualifikation

### Schießen
- Nasser Al-Attiyah
Skeet: 6. Platz

### Schwimmen
- Wael Saeed
50 Meter Freistil: 61. Platz

### Tischtennis
- Hamad al-Hammadi
Einzel: 49. Platz